# 12 janvier 1981
Le lundi 12 janvier 1981 est le 12e jour de l'année 1981.

## Naissances
- Abdelkarim Mammeri, joueur de football algérien
- Angus MacDonald, joueur de rugby
- Cheick Oumar Dabo, joueur de football malien
- Daniel João Paulo, joueur de football brésilien
- Dewald Senekal, joueur de rugby
- Jonathan Arnott, personnalité politique britannique
- Josh Binstock, joueur de beach-volley canadien
- Katja Haller, biathlète italienne
- Luis Ernesto Pérez Gómez, footballeur mexicain
- Mohamed Yekhlef, joueur de football algérien
- Niklas Kronwall, joueur de hockey sur glace suédois
- Sevinç Dalgıç, joueuse de volley-ball turque
- Solveig Gulbrandsen, footballeuse norvégienne.

## Décès
- Amédée Maingard (né le 21 octobre 1918), agent secret mauricien
- Gyalyum Chenmo (née le 1er janvier 1901), personnalité tibétaine, mère, entre autres de Tenzin Gyatso, 14e Dalaï-lama
- Isobel Elsom (née le 16 mars 1893), actrice britannique
- Jean Ganeval (né le 24 décembre 1894), militaire et homme politique français
- Marcel Gobillot (né le 3 janvier 1900), coureur cycliste français
- Nathan Katz (né le 24 décembre 1892), poète et dramaturge alsacien

## Événements
- Sabotage sur la base aérienne de la garde nationale aérienne de Muñiz dans l'enceinte de l'aéroport international de Isla Verde à Porto-Rico. Des charges explosives placé par la Boricua Popular Army (en) endommagent 11 avions dont 10 LTV A-7 Corsair II et un F-104C, ce dernier devant être exposé. 8 A-7D sont totalement détruits[1].
- Sortie de la chanson Don't Stop the Music de Yarbrough and Peoples (en)
- Sortie de la chanson Rapture de Blondie
- La série Dynastie, mettant en vedette Joan Collins, débute sur la chaîne de télévision ABC.